# Josquin des Prez
Josquin Des Prez (även skrivet Despres), född cirka 1450/1455, död 27 augusti 1521, var en flamsk-fransk tonsättare under renässansen, i den nederländska skolan.

## Biografi
Förnamnet Josquin är en fransk variant av hans ursprungliga flamländska namn Josken. Han antas vara född i Burgund i dagens Belgien. Som ung var han sångare i katedralen i Milano (1459–december 1472) och fram till 1501 sångare i några andra körer, bland andra återkommande i den påvliga kören i Vatikanstaten. Under 1476 - 1504 var han i tjänst hos kardinalen Ascanio Sforza och fick därmed resa en del.
Efter 1504 bodde han länge i Frankrike och var troligen i tjänst vid kung Ludvig XII:s hov. När pesten kommer till Ferrara flyttar han 1504 till Notre Dame i Condé. Vissa källor anger att han varit i kontakt med det österrikiska hovet 1508-11. Des Prez avled i Condé-sur-l'Escaut den 27 augusti 1521.
Det finns flera samtida porträtt av honom, bland andra ett gjort av Leonardo da Vinci.

## Verk
Han är välkänd för eftervärlden genom sina många bevarade, främst kyrkomusikaliska, kompositioner. Märkligare är kanske att han var vida berömd i Europa även under sin livstid, eftersom han reste mycket, främst i Italien och Frankrike. Det skrevs till och med en bok i samtiden om hans mässor (Petrucci, 3 volymer). Hans verk uppskattades mycket av bland andra Martin Luther, som skrev om des Prez: Josquin är noternas mästare som måste uttrycka hans önskan - andra koralkompositörer måste göra vad noterna dikterar.
Des Prez' musikaliska stil var i flera avseenden stilbildande, till exempel parvisa kanon, kontrapunkt-teknik och hans förmåga att framhäva texten, i över hundra år. Flera av hans verk uppförs än idag.

## Kompositioner (urval)
- 18 kompletta mässor (totalt 20), varav 17 utgavs under hans livstid, till exempel
  - L'ami Baudichon
  - Fortuna desperata
  - de beata virgine
  - Pange lingua
  - Mater Patris
  - Hercules Dux Ferrariae
  - Ave Maris Stella
- åtskilliga motetter, till exempel
  - Victimae paschali laudes (1502)
  - Planxit autem David
  - Absalon, fili mi  ("Absalon min son")
  - In principio erat verbum
  - Miserere mei, Deus
  - De profundis clamavi (texten)
  - Ave Maria, gratia plena (anses vara typisk för des Prez' motettstil)
- Chansons (profana visor), utgivna 1550 av Pierre Attaignant.

## Eftermäle
Nedslagskratern Desprez på planeten Merkurius är uppkallad efter honom.